# Khu phức hợp lâu đài Radziwiłł ở Biała Podlaska
Khu phức hợp lâu đài Radziwiłł ở Biała Podlaska (tiếng Ba Lan: Zespół zamkowy Radziwiłłów w Białej Podlaskiej) là một tòa nhà lịch sử tọa lạc tại số 12 phố Warsaw, tại thị trấn Biała Podlaska, tỉnh Lubelskie, Ba Lan.

## Lịch sử
Việc xây dựng quần thể lâu đài này bắt đầu vào năm 1633. Lúc bấy giờ, Hoàng tử Aleksander Ludwik Radziwiłł đã ký một hợp đồng xây dựng lâu đài với một thợ nề người gốc Lublin tên là Paweł Murzyn. Khu phức hợp cổng được xây dựng thêm vào lâu đài trong khoảng thời gian 1674 - 1680 hoặc vào khoảng năm 1684 để kỷ niệm chiến thắng của quân đội Ba Lan tại Khotyn. Vào khoảng năm 1700, một cung điện kiểu Baroque, một số tòa nhà và các công sự pháo đài được xây thêm vào khu phức hợp lâu đài.
Sau đó, khu phức hợp lâu đài này lần lượt thuộc sở hữu của Anna Radziwiłł nhũ danh Sanguszko (cho đến năm 1746) và Hieronim Radziwiłł (từ tháng 5 năm 1747). Trong các năm 1760 - 1762, chủ sở hữu tiếp theo của quần thể lâu đài là Hoàng tử xứ Litva Michał Kazimierz Radziwiłł Rybeńko đã tiến hành công cuộc tái thiết khu phức hợp lâu đài ở quy mô lớn. Cuộc xâm lược của Jan Mikołaj Chodkiewicz vào năm 1764 đã khiến khu phức hợp này bị phá hủy một phần.